# Daniel Havel
Daniel Havel (Praga, 10 agosto 1991) è un canoista ceco, vincitore di due medaglie di bronzo nel K4 1000 m ai Giochi olimpici di Londra 2012 e Rio de Janeiro 2016.

## Palmarès
- Olimpiadi

Londra 2012: bronzo nel K4 1000 m.
Rio de Janeiro 2016: bronzo nel K4 1000 m.
- Mondiali

Poznań 2010: bronzo nel K4 1000 m.
Duisburg 2013: argento nel K4 1000 m.
Mosca 2014: oro nel K4 1000 m.
Milano 2015: bronzo nel K4 1000 m.
Račice 2017: bronzo nel K2 1000 m e nel K4 500 m.
- Europei

Trasona 2010: bronzo nel K4 1000 m.
Montemor-o-Velho 2013: oro nel K4 1000 m e bronzo nel K2 1000 m.
Brandeburgo 2014: oro nel K4 1000 m.
Račice 2015: oro nel K4 1000 m e bronzo nel K2 1000 m.